# Cold (O'G3NE)
Cold is een nummer van de Nederlandse meidengroep O'G3NE uit 2015.
In tegenstelling tot voorganger "Magic", wist "Cold" de Nederlandse Top 40 niet te behalen. Het haalde de 23e positie in de Tipparade.